# Kapuzinerkirche (Wien)

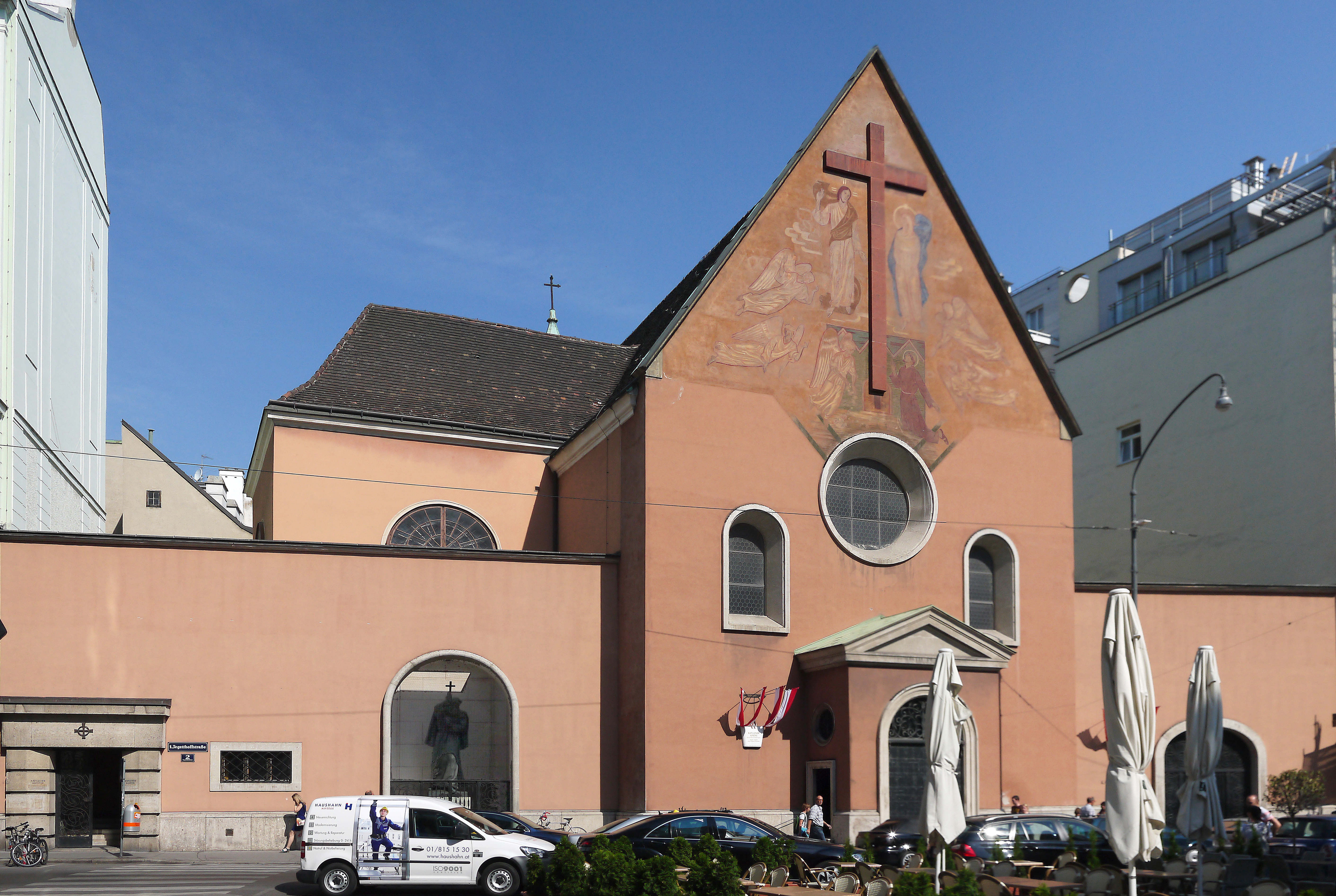
Kapuzinerkirche am Wiener Neuen Markt (2012)

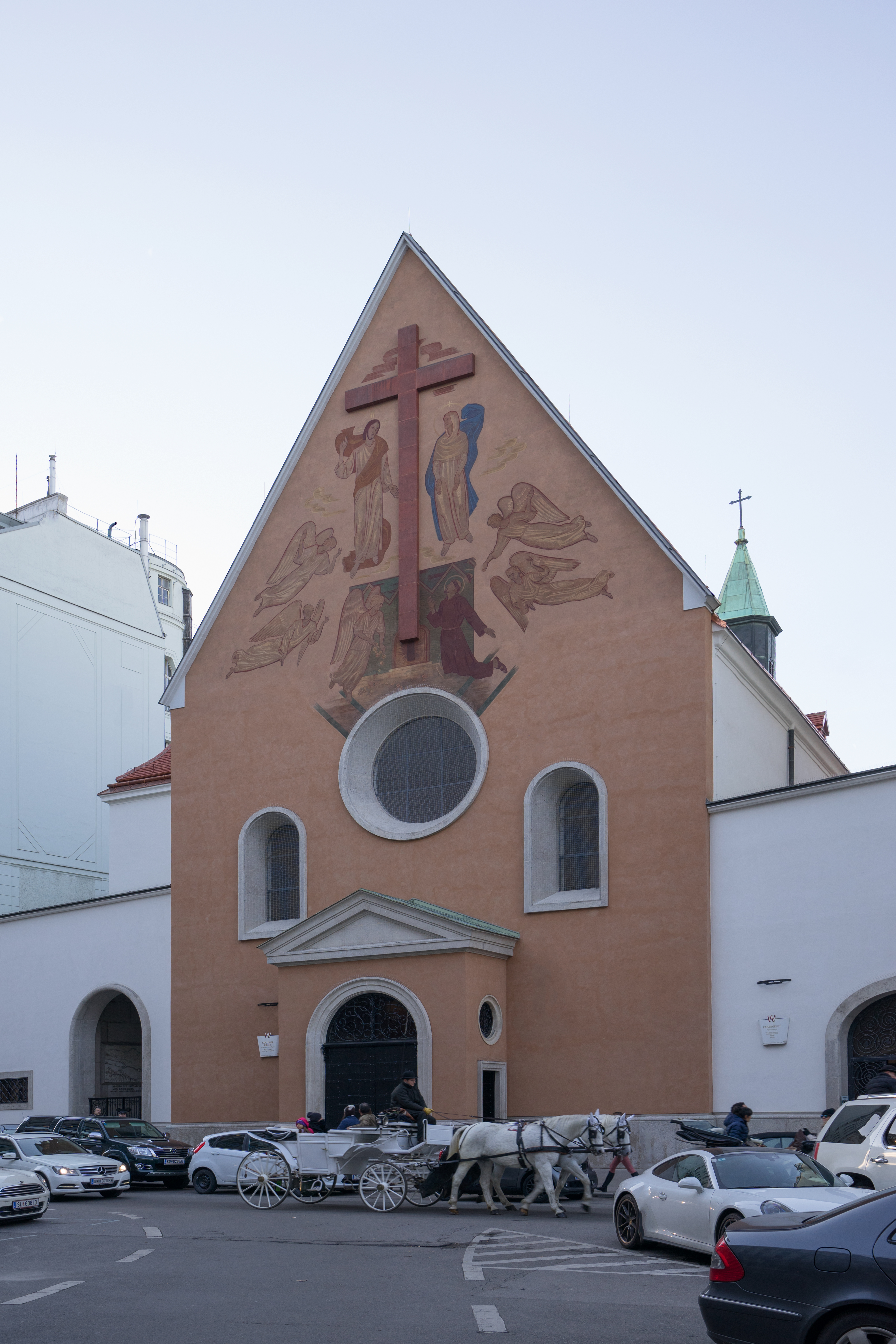
Kapuzinerkirche nach der Generalsanierung 2016

Die Kirche zur Heiligen Maria von den Engeln ist eine römisch-katholische Kirche im Kapuzinerkloster im 1. Wiener Gemeindebezirk Innere Stadt. Das Wiener Kapuzinerkloster und seine Kirche sind insbesondere für die Kapuzinergruft bekannt, welche über Jahrhunderte als Grablege des Herrscherhauses der Habsburger diente.

## Geschichte

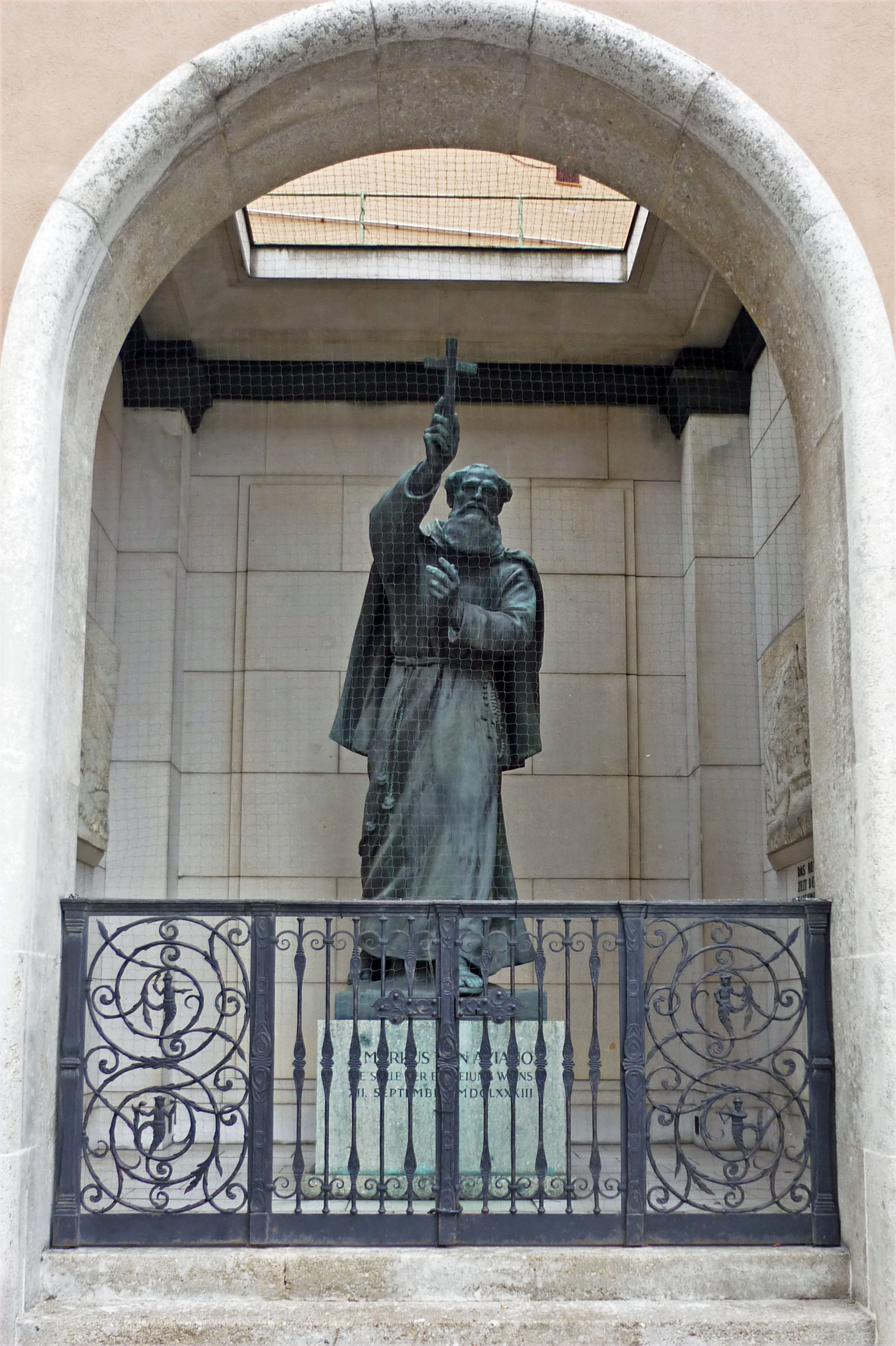
Statue des seligen Marco d’Aviano

Das Wiener Kapuzinerkloster mit Kirche und Gruft wurde 1618 von Kaiserin Anna (1585–1618), der Gemahlin des Kaisers Matthias (1557–1619), testamentarisch gestiftet. Unter Ferdinand II. (1578–1637) erfolgte am 8. September 1622 die Grundsteinlegung am damaligen Mehlmarkt bzw. bei der Mehlgrube. Auf Grund des Dreißigjährigen Krieges verzögerten sich die Arbeiten und die Kirche konnte erst 1632 vollendet und geweiht werden. Für die Kaiserkapelle der Wiener Kapuzinerkirche schuf der Schlesier Hans Leonhard Wurster (auch Hans Worster) Holzfiguren der Kaiser Matthias und Ferdinand II. Die neue, schlicht gestaltete Kirche mit ihrer Giebelfassade hob sich deutlich von den umliegenden Adels- und Bürgerhäusern ab. Während der Zweiten Wiener Türkenbelagerung 1683 wurde der Dachstuhl durch türkischen Beschuss zerstört.
Im Laufe der Zeit war die Kirche zahlreichen Umbauten unterworfen, am markantesten ist der Portalvorbau von 1760.
In den Jahren 1934 bis 1936 wurde die Fassade der Kirche nach historischen Bildern durch Ludwig Tremmel rekonstruiert und mit einem Fresko von Hans Fischer versehen. Aus dieser Zeit stammt auch das Denkmal des Marco d’Aviano von der Hand des Wiener Bildhauers Hans Mauer, welches sich an der Außenseite der Kirche befindet.
Eine grundlegende Renovierung des Kircheninnenraums erfolgte 1976.
2016 wurde die Kirche unter dem Provinzial Lech Siebert, dem Architekten Thomas Tschemer und der Bauaufsicht von Baumeister Franz Stubenvoll generalsaniert. Die Maßnahmen umfassten den gesamten Innenraum der Kirche sowie die vollständige Sanierung der Fassade und des Kirchendaches. Erneuert wurde auch die Kirchenheizung und die gesamte Elektroinstallation sowie die Beleuchtung der Kirche. Im Zuge der Erneuerung des Kirchenbodens und Abbruch der Mettlacher Platten aus dem Jahre 1905 wurden unter den Kirchenbänken die Bodenplatten aus Sandstein, Kelheimer Platten, entdeckt und ausgelöst. Sie liegen nun in Kreuzform im Geviert der Kirchenbänke. In der baugeschichtlichen Erhebung von Guenther Buchinger sind Zeichnungen hinterlegt, die diese Plattenteilung auf das Jahr 1823 datiert. Auch der Boden der Kaiserkapelle wurde nach dieser Zeichnung rekonstruiert und zeigt nunmehr wieder die diagonale Schachbrettverlegung. Die Neuverlegung im Kirchenschiff erfolgte mit Untersberger Marmor. Das Fresco der Giebel-Fassade konnte noch aufwendig restauriert werden, ebenso wie die Grundfarbe in Rot-Ocker. Die verbleibenden Fassaden wurden in gebrochenen Weiß gestrichen; durch den farblichen Absatz an den seitlichen Wänden wird die vorgeblendete Giebel-Fassade und das Ende des barocken Baukörpers augenscheinlich.

## Architektur und Ausstattung

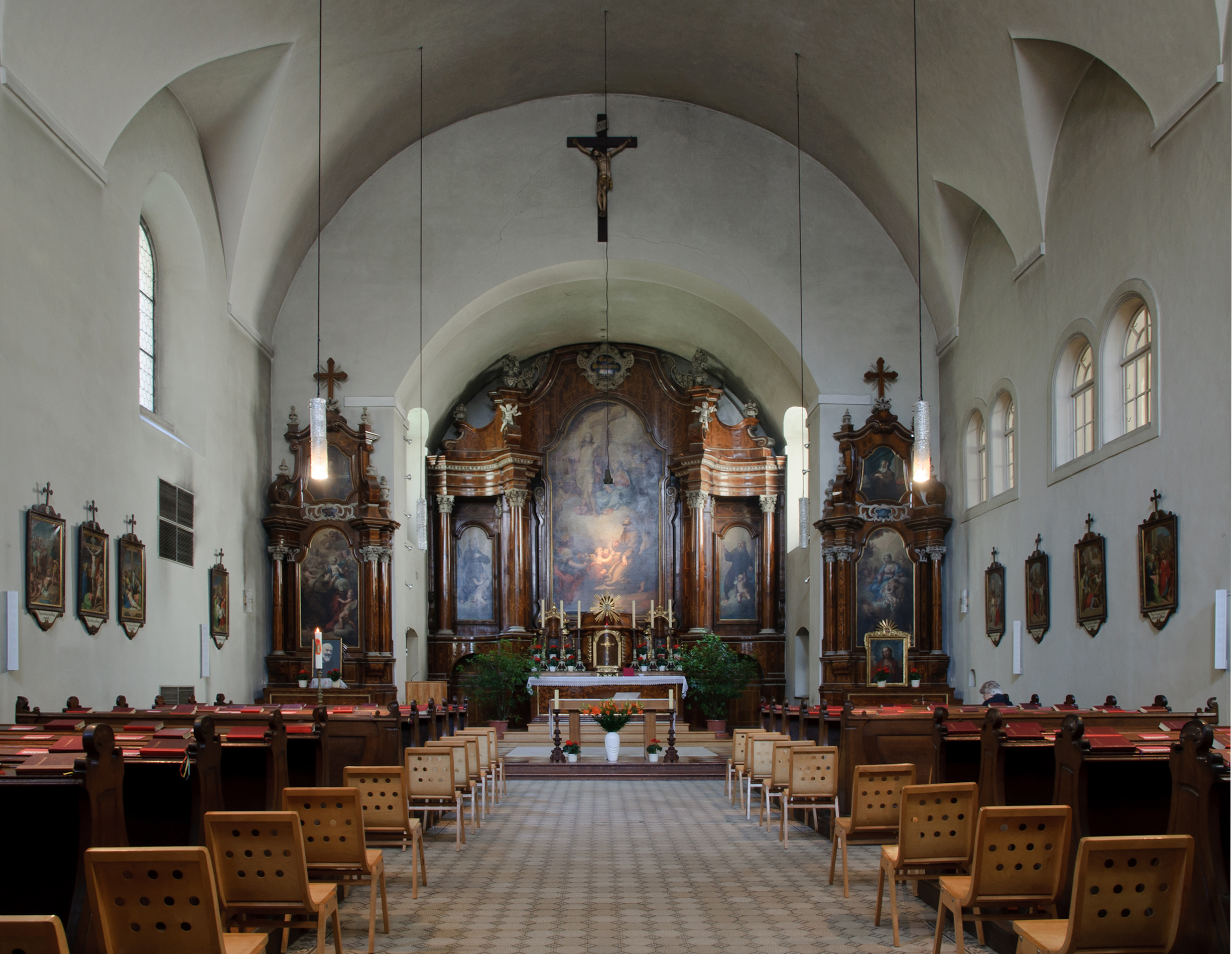
Inneres der Kapuzinerkirche

Die schlichte einschiffige Saalkirche des Wiener Kapuzinerklosters besitzt ein Tonnengewölbe sowie eine kleine Vorhalle und zwei Seitenkapellen: die Kaiserkapelle (links) und die Pietàkapelle (rechts).

### Langhaus
Die Gemälde im Langhaus der Kirche wurden großteils von Norbert Baumgartner gefertigt. Rechts vom Zugang zum Langhaus, unter der Orgelempore, befindet sich auch einer der Abgänge zur Kapuzinergruft. Die Steintreppe zur Gruft ist von der Kirche aus über ein hölzernes Portal zu erreichen, das für gewöhnlich verschlossen ist.

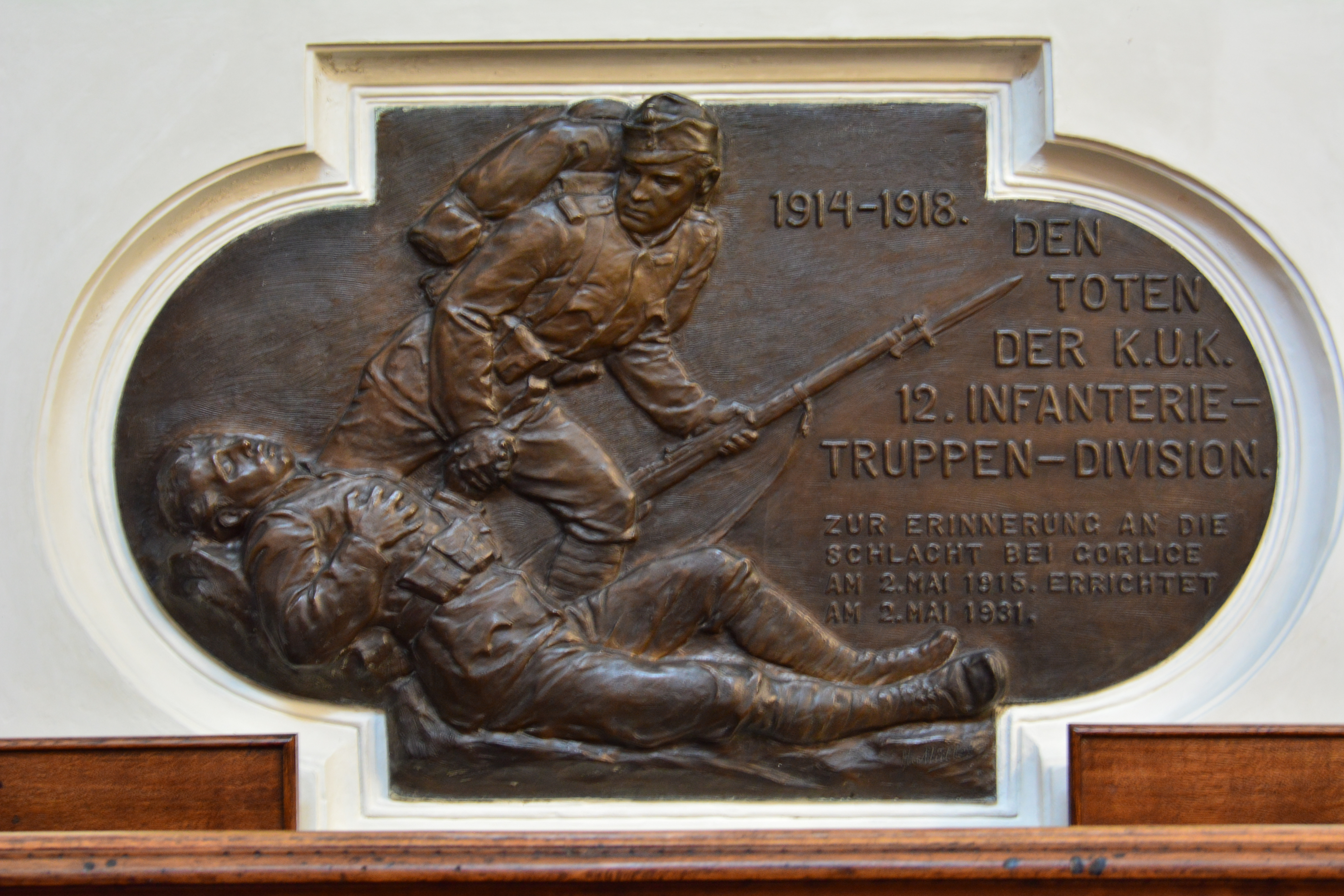
Gedenktafel für die k.u.k. 12. Infanterie-Truppendivision

An den Wänden der Kirche, besonders unterhalb der Orgelempore, befinden sich zahlreiche Gedenktafeln für Einheiten der k.u.k. österreichisch-ungarischen Armee, nämlich für
- die Dragoner-Regimenter Nr. 1, Nr. 6, Nr. 7, Nr. 8, Nr. 13
- die Ulanen-Regimenter Nr. 1, Nr. 2, Nr. 4, Nr. 11, Nr. 13
- das Reitende Artillerie-Regiment Nr. 4
- die 12. Infanterie-Truppendivision

### Seitenkapellen

#### Kaiserkapelle

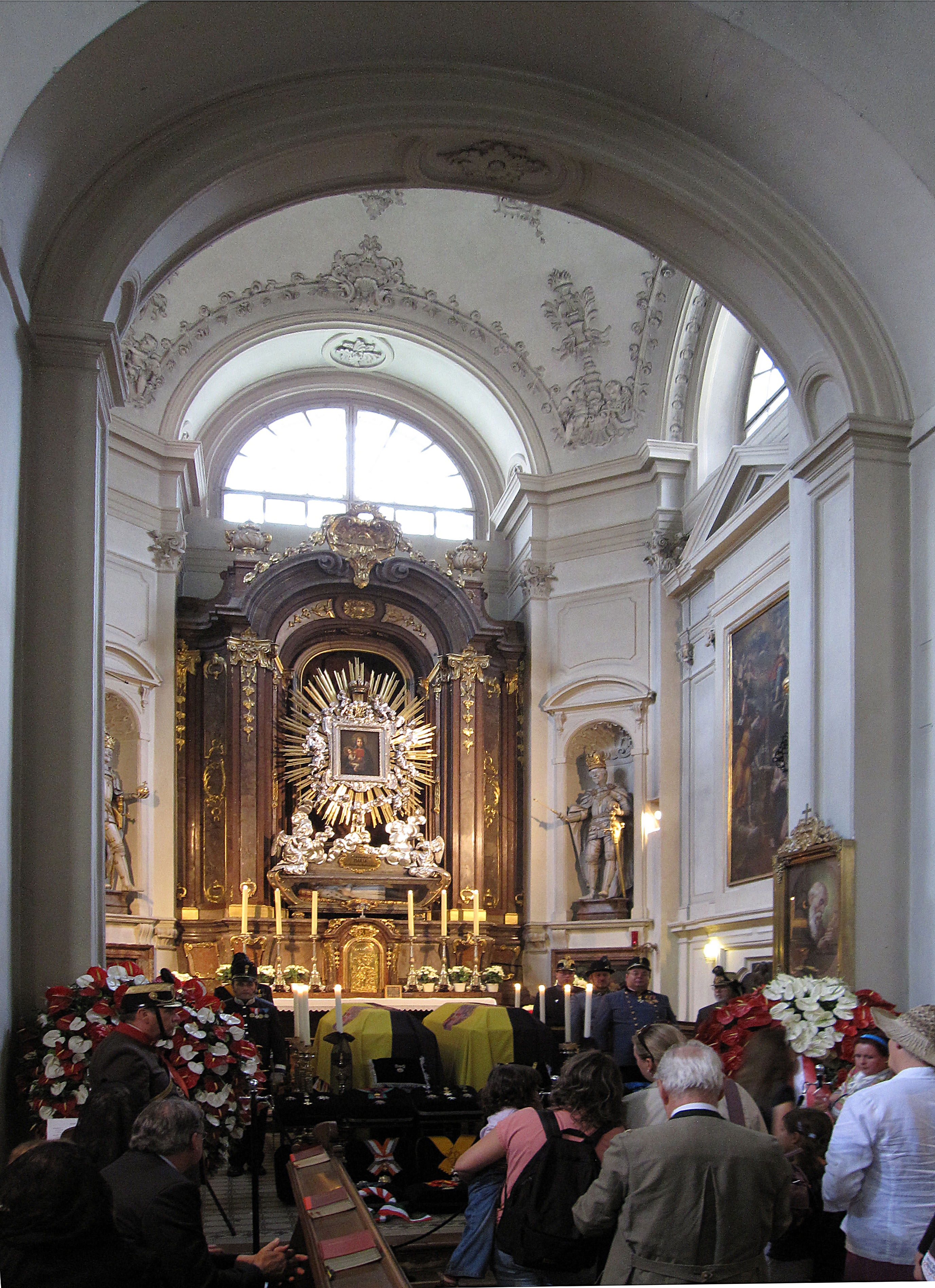
Blick auf die Kaiserkapelle während der Aufbahrung von Otto von Habsburg und seiner Gemahlin Regina (14. Juli 2011)

Die im Gegensatz zur schlichten Gestaltung der übrigen Klosterkirche überaus prunkvoll ausgestattete Kaiserkapelle enthält neben dem Hochaltar mit einem besonders verehrten Mariahilf-Bild eine Reihe von lebensgroßen Statuen von Regenten aus der Familie Habsburg. Die Kapelle erhielt wiederholt Schenkungen des Kaiserhauses. In späterer Zeit entwickelte sich die Kapelle zu einem wichtigen innerstädtischen Wallfahrtsort der Wiener und des Adels.
Im Bereich unter der Kaiserkapelle befindet sich die sogenannte Gründergruft, der älteste Teil der Kapuzinergruft, in welcher die Bleisärge von Kaiser Matthias und Kaiserin Anna stehen.
Der im Juli 2011 verstorbene letzte österreichisch-ungarische Thronfolger Otto von Habsburg wurde mitsamt seiner Gemahlin Regina von Sachsen-Meiningen vor ihrer Beisetzung in der Kapuzinergruft in der Kaiserkapelle aufgebahrt.

#### Pietàkapelle
In der Pietàkapelle befindet sich seit Ende des 18. Jahrhunderts ein von Peter Strudel geschaffener und ursprünglich in der Kapuzinergruft aufgestellter Marmoraltar mit einer lebensgroßen Pietà. Im Boden vor dem Altar liegt das Grab des seligen Marco d’Aviano, ebenso das des 1766 in Wien verstorbenen Kapuziner-Generalministers Paul von Colindres.

### Orgel

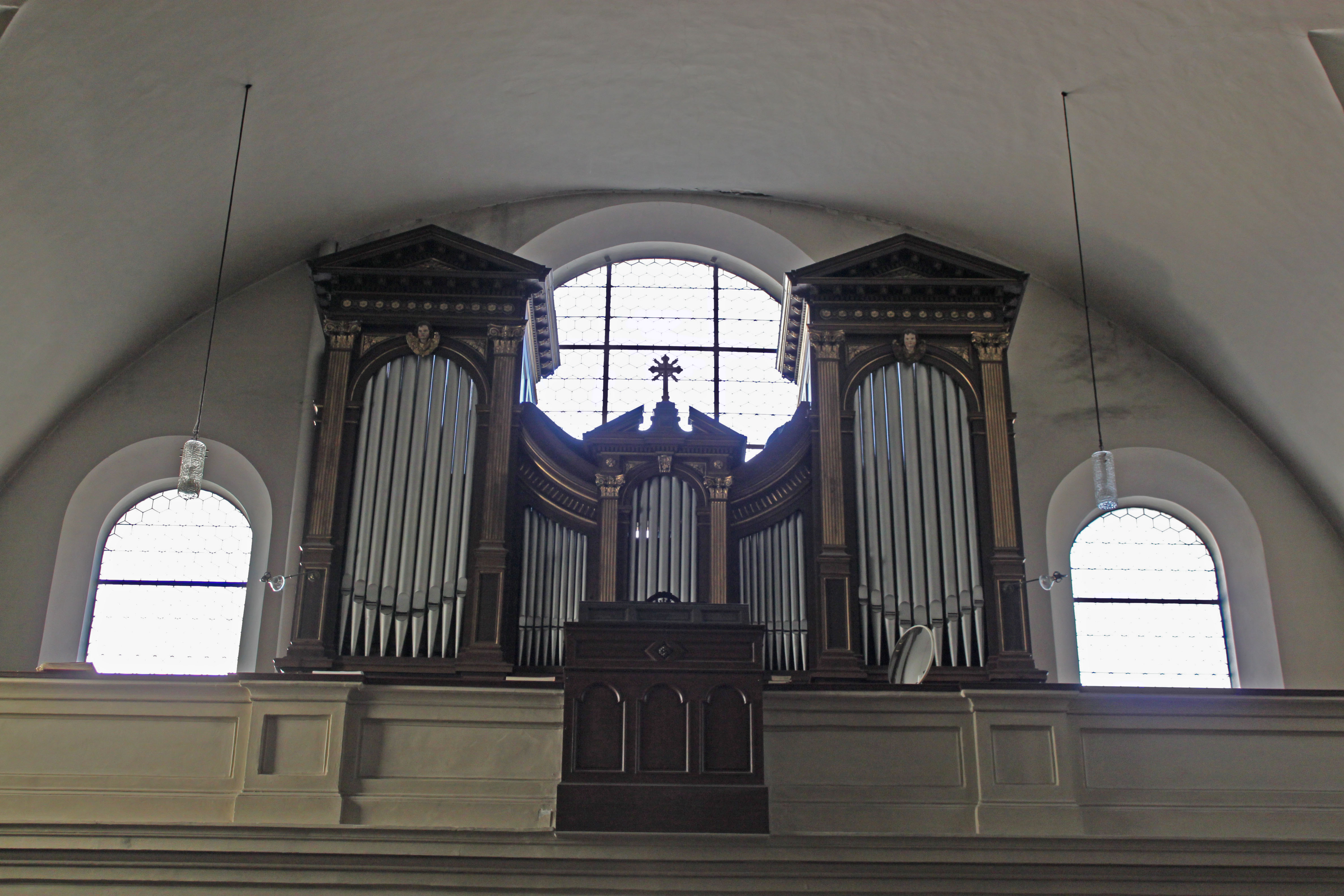
Rieger-Orgel, 1893 bis 2016

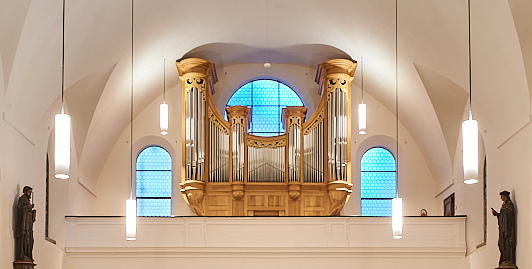
Koenig-Orgel 2017

Die Kapuzinerkirche verfügt über eine Orgel, die auf der Westempore des Langhauses aufgestellt ist. Im Zuge der Generalsanierung von 2016 wurde die 1893 im neoklassizistischen Stil erbaute Orgel der Gebrüder Rieger (Jägerndorf) abgebaut und durch eine Orgel im barocken Stil der Firma Manufacture d’Orgues Kœnig ersetzt. Die Orgelweihe fand am 8. Oktober 2017 statt. Die Disposition der 2017 geweihten Orgel lautet:
| Grand Orgue C–g3 |       |
| Montre           | 8′    |
| Bourdon          | 8′    |
| Prestant         | 4′    |
| Flûte            | 4′    |
| Nasard           | 2 ⁄3" |
| Doublette        | 2′    |
| Fourniture IV    |       |
| Cornet V         |       |
| Trompette        | 8′    |

| Positif C–g3   |        |
| Flûte          | 8′     |
| Bourdon        | 8′     |
| Flûte          | 4′     |
| Nasard         | 2 ⁄3′  |
| Doublette      | 2′     |
| Tierce         | 1 3⁄5′ |
| Larigot        | 1 ⁄3′  |
| Cromorne       | 8′     |
| Tremblant doux |        |

| Pédale C–f1 |     |
| Soubasse    | 16′ |
| Flûte       | 8′  |
| Basson      | 16′ |
| Trompette   | 8′  |

- Koppeln: II/I, I/P, II/P.